# The End of the Beginning
The End of the Beginning es el primer disco de estudio de la banda irlandesa de post-rock, God Is An Astronaut.
Su nombre está relacionado con la famosa frase del líder y primer ministro británico durante la Segunda Guerra Mundial, Winston Churchill, en un discurso acerca de la Segunda Batalla de El Alamein: "Now this is not the end, it is not even the beginning of the end. But it is, perhaps, the end of the beginning." ("Esto no es el fin, ni siquiera es el comienzo del final. Pero, posiblemente, sea el fin del comienzo.")

## Lista de canciones
1. "The End of the Beginning" - 4:15
2. "From Dust to the Beyond" - 5:17
3. "Ascend to Oblivion" - 5:00
4. "Coda" - 5:04
5. "Remembrance" - 4:20
6. "Point Pleasant" - 5:03
7. "Fall from the Stars" - 4:27
8. "Twilight" - 5:03
9. "Coma" - 1:16
10. "Route 666" - 4:34
11. "Lost Symphony" - 5:16

## Trivia
- "Fall From the Stars" fue utilizado durante la cobertura de TV3 de la Copa Mundial de Rugby de 2007.

## Intérpretes

### God Is An Astronaut
- Torsten Kinsella - Voces, Guitarra, Teclados
- Niels Kinsella - Bajo, Guitarra, Visual
- Lloyd Hanney - Batería, Sintetizadores